# Freejack
Freejack (bra: Freejack - Os Imortais, ou Freejack: Os Imortais; prt: Corrida contra o Futuro, ou Freejack - Corrida contra o Futuro) é um filme estadunidense de 1992, dos gêneros ficção científica e ação, dirigido por Geoff Murphy, com roteiro de Steven Pressfield, Ronald Shusett e Dan Gilroy baseado no romance Immortality, Inc., escrito por Robert Sheckley em 1959.
Os contornos básicos da história original foram mantidos: narra a jornada de um homem moderno em um futuro onde tudo está à venda e também existe a "plataforma dos espíritos" (spiritual switchboard), maquinário pelo qual almas são mantidas em suspensão. Mas a opção do filme pela ambientação cyberpunk difere do conceito original que fala sobre um mundo de zumbis.

## Sinopse
No ano de 2009 só existem duas classes de pessoas: os "muito ricos" e os "muito pobres". Os "muito ricos" conseguiram uma maneira de ganhar imortalidade: eles contratam os "bonejackers" (mercenários equipados com equipamentos de viagem no tempo), que raptam pessoas do passado, no exato momento em que morreram. E vendem legalmente seus corpos (chamados de freejack) para algum milionário moribundo que assim consegue se manter vivo transferindo eletronicamente a consciência para esse novo corpo.
O mais recente freejack é Alex Furlong, um piloto de Fórmula 1 que disputa o campeonato de 1991. Furlong morre em um espetacular acidente numa corrida e ninguém consegue descobrir seu corpo. Furlong desperta dezoito anos depois na maquinaria dos bonejackers e estava para ter a consciência estranha transferida para seu corpo (que continua como tal estava no momento imediatamente anterior ao da sua "morte") quando consegue escapar das instalações. Ao sair, ele se depara com um mundo caótico e degenerado, com as pessoas do povo vivendo em estado precário e sofrendo todo tipo de contaminação tóxica e radioativa, sem a proteção da camada de ozônio. Perseguido pelo líder dos bonejackers, o frio Victor Vacendak, ele procura ajuda com seus antigos amigos: o empresário e a namorada. Descobre que eles estão em lados opostos dessa nova sociedade: o empresário está completamente degradado e a namorada é agora uma poderosa executiva da gigantesca Corporação McCandless. Furlong tem sua captura colocada à prêmio e Vacendak é pressionado a localizá-lo logo, pois o contratante conta com poucos dias de sobrevivência da sua consciência, mantida em "suspensão" na complexa parafernália da "plataforma dos espíritos".

## Elenco
| Nome              | Personagem                        |
| ----------------- | --------------------------------- |
| Emilio Estevez    | Alex Furlong                      |
| Mick Jagger       | Vacendak                          |
| Rene Russo        | Julie Redlund                     |
| Anthony Hopkins   | McCandless                        |
| Jonathan Banks    | Michelette                        |
| David Johansen    | Brad                              |
| Amanda Plummer    | Nun                               |
| Grand L. Bush     | Boone                             |
| Frankie Faison    | Homem águia                       |
| John Shea         | Morgan                            |
| Esai Morales      | Ripper                            |
| Wilbur Fitzgerald | Earnhart                          |
| Jerry Hall        | Jornalista                        |
| Glen Trotiner     | Técnico viagem no tempo #1        |
| Jody Waddell      | Técnico viagem no tempo #2        |
| J. Don Ferguson   | Promotor                          |
| Tom Barnes        | Mr. Plugs                         |
| James Mayberry    | Bonejacker #1                     |
| Chris Kayser      | Bonejacker #2                     |
| Carl Ciarfalio    | Bonejacker #3                     |
| Jimmy Ortega      | Bonejacker #4                     |
| Harsh Nayyar      | Motorista                         |
| Danny De La Paz   | Jose                              |
| Johnny Popwell    | Homem no apartamento              |
| Myrna White       | Mulher no apartamento             |
| Leonard Shinew    | Homem velho                       |
| Bryan Mercer      | Punk                              |
| Mary Ann Hagan    | Garota membro de gangue           |
| Daryl Wilcher     | Jovem membro de gangue            |
| Edmund Ikeda      | Executivo japonês sênior          |
| Tony Epper        | Faminto                           |
| Patty Mack        | Garçonete                         |
| Jeff Lewis        | Oficial ponto de checagem         |
| Bill McCurdy      | Guarda ponto de checagem          |
| Jon Kohler        | Homem da pickup                   |
| George Coleman    | Tocador de sax                    |
| Joshua Lee Patton | Garçom                            |
| Jeff Scordino     | Cameraman                         |
| Mike Starr        | Homem desgrenhado                 |
| Alan Burrell      | Homem desgrenhado esfaqueado      |
| Mert Hatfield     | Tony                              |
| David Dwyer       | Líder do esquadrão                |
| Mark Gordon       | Técnico do quadro de distribuição |
| Dennis Klein      | Chofer de McCandless              |
| Michael Albanese  | Vadio                             |
| Aaron Weiler      | Juiz de paz                       |

## Prêmios e indicações
- Indicado

Academy of Science Fiction, Fantasy & Horror Films
Categoria Melhor Figurino Lisa Jensen[carece de fontes?]
Categoria Melhor Filme de Ficção Científica[carece de fontes?]
Categoria Melhor Atriz Coadjuvante Rene Russo[carece de fontes?]